# Villa Rossija
Die Villa Rossija liegt in der Ludwig-Richter-Allee 8 im Stadtteil Niederlößnitz der sächsischen Stadt Radebeul. Sie wurde zwischen September 1885 und August 1886 durch den Niederlößnitzer Architekten und Baumeister Adolf Neumann nach eigenem Entwurf „für Familie Zeitschel“ errichtet.

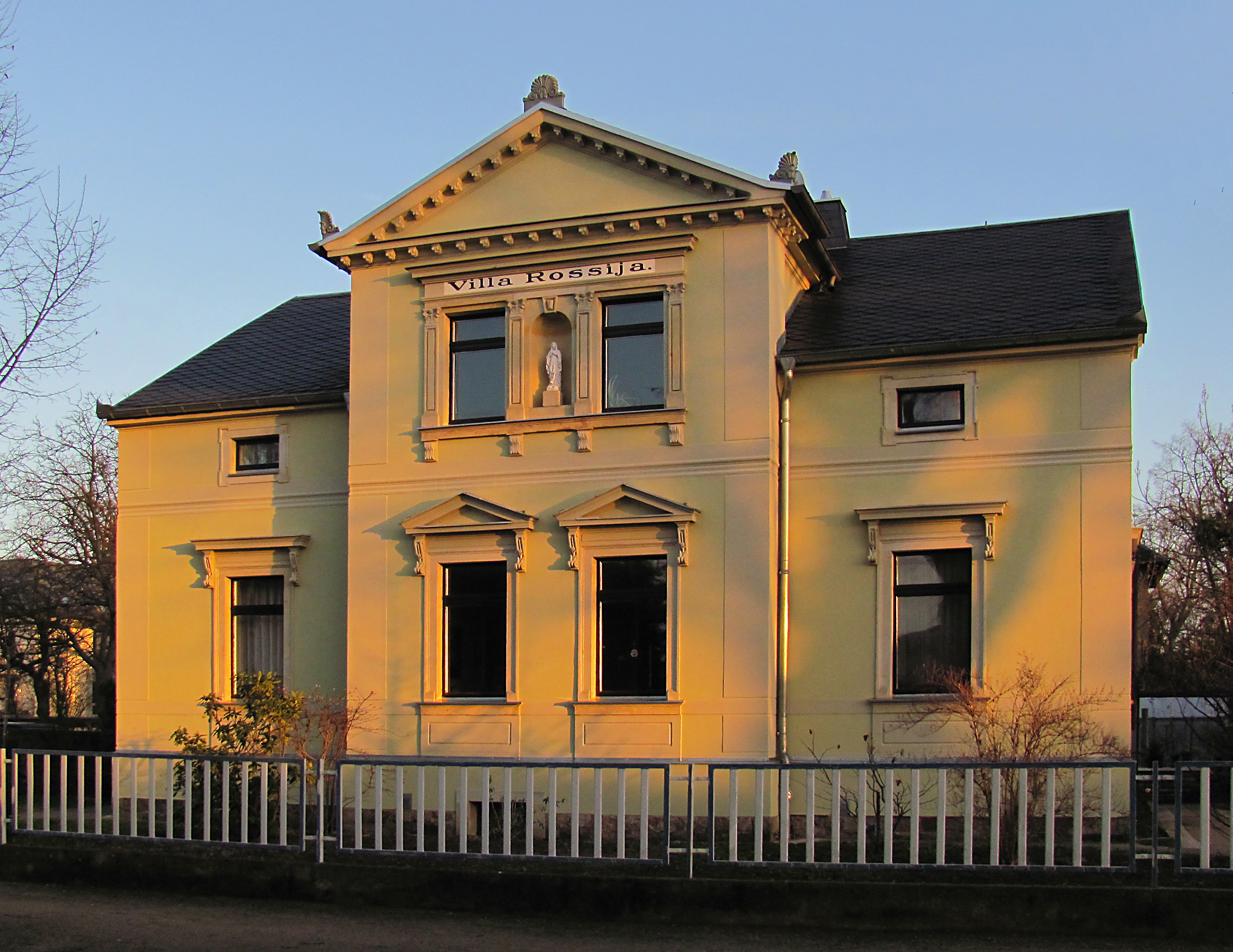
Villa Rossija

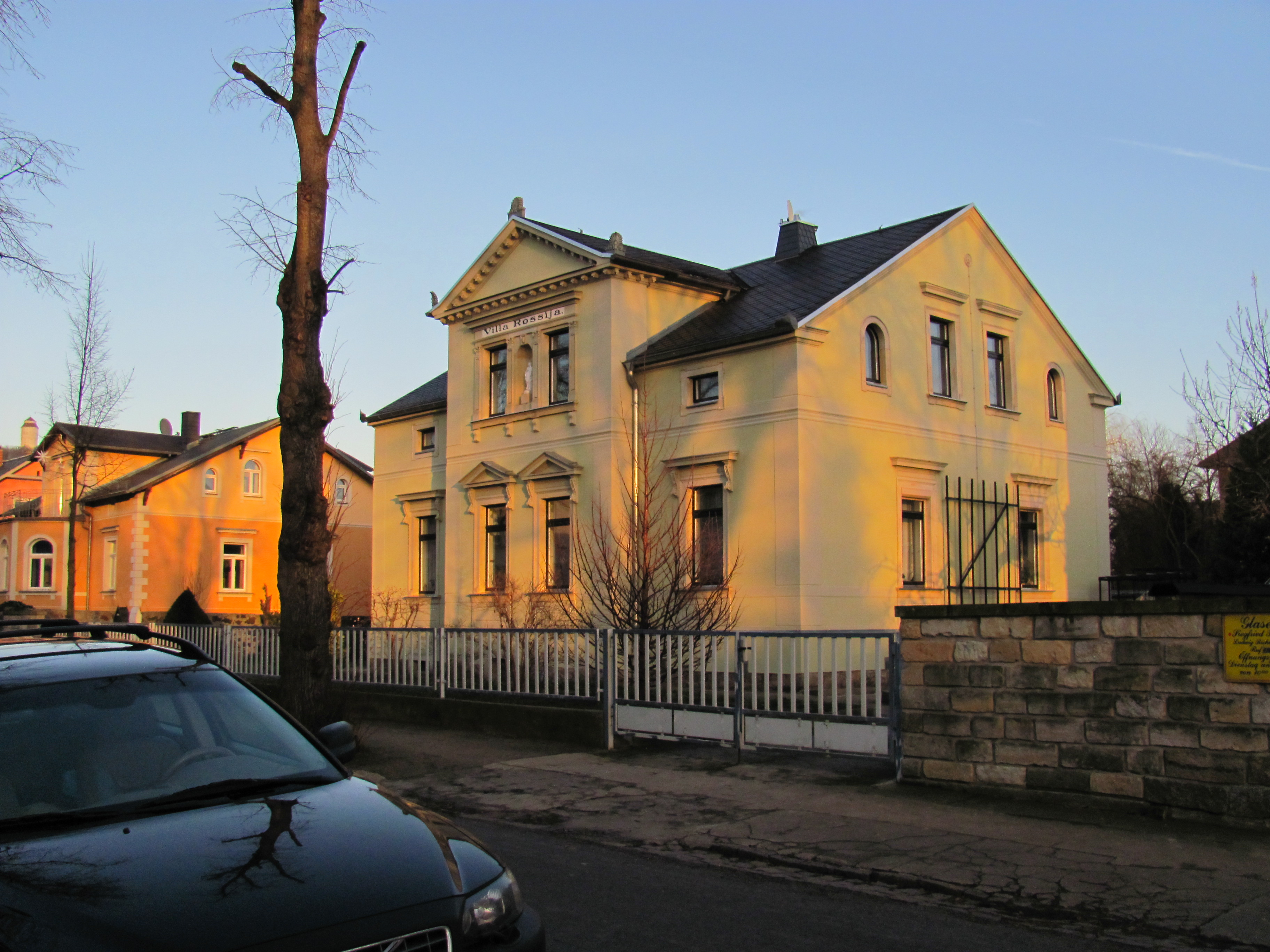
Villa Rossija und Nachbarschaft

## Beschreibung
Die unter Denkmalschutz stehende landhausartige Villa ist ein kleines, eingeschossiges Wohnhaus mit einem Drempel mit kleinen liegenden Rechteckfenstern, dessen ehemals schiefergedecktes Satteldach traufständig zur Straße ausgerichtet ist.
In der vierachsigen Straßenansicht steht ein zweiachsiger und zweigeschossiger Mittelrisalit mit einem Dreiecksgiebel, unter dem der Häusername in der Form Villa Rossija. angebracht ist. „Möglicherweise geht der Name »Russland« auf den späteren Eigentümer Julius Kinze (1908) zurück, der Kaufmann war und in der Eigenschaft wohl auch Russland bereiste.“ Das Fenstermotiv der gekoppelten Fenster im Obergeschoss wird durch eine mittige Rundbogennische mit einer Figur ergänzt.
In der linken Seitenansicht, also nach Norden hin, befindet sich ein Eingangsvorbau; hinter diesem wurde ein Nebengebäude mit geringeren Geschosshöhen angebaut.
Die durch Sandsteingewände eingefassten Fenster der Schauseite werden durch Verdachungen auf Konsolen geschmückt; im Risalit sind diese als Dreiecksgiebel ausgebildet.
Die Gliederungen des verputzten Gebäudes sind heute vereinfacht, die ursprünglichen Gesimse und Ecklisenen wurden bei der Erneuerung des Verputzes entfernt.